# Nueva Cádiz (Cubagua)
Nueva Cádiz fut la première ville fondée au Venezuela et la première ville espagnole d'Amérique du Sud. Il fut érigé avant l'an 1500, après le troisième voyage de Colomb, sur la côte de l'île de Cubagua par le marin italien au service des rois, Giacomo Castiglione (it) (hispanisé en Santiago Castellón (es)), comme camp temporaire pour l'exploitation de pêcheries de perles. La ville a été détruite en 1541 par un tsunami et bien qu'une partie soit submergée, des ruines sont visibles sur les images satellite et les photographies aériennes et terrestres de l'île.

## Histoire
Bartolomé de las Casas a écrit qu'en 1500, seulement deux ans après son observation par Christophe Colomb, il y avait déjà 50 aventuriers installés à Cubagua qui recherchaient avec impatience les précieuses perles de nacre que les indigènes utilisaient pour leur parure personnelle.
La première colonie de la région fut Nueva Cádiz, sur l'île de Cubagua. Elle fut construite vers 1500 par un Italien au service de l'Espagne, Santiago Castellón (actuellement Giacomo Castiglione), pour exploiter la pêcherie de perles...
José Javier Esparza
Après la grande insurrection indigène de 1520, qui provoqua l'abandon de l'île, elle fut de nouveau occupée et en 1526 elle fut élevée au rang de Villa sous le nom de Villa de Santiago de Cubagua, bien qu'elle n'ait apparemment jamais utilisé ce titre. Finalement, le 13 septembre 1528, par décret royal promulgué par l'empereur Charles Quint, elle reçut le rang de ville, des armoiries et son nom fut changé en Nueva Cádiz. Ce site est la première ville fondée par les Espagnols en Amérique et, en tant que ville, elle est considérée comme la première ville du Venezuela, atteignant une population de 1 500 âmes en 1535. La ville était alimentée en eau douce par le Puerto de las Perlas (es) situé à proximité. , actuellement ville de Cumaná, sur le rivage continental.

Carte de l'île de Cubagua, où sont signalées les ruines de Nueva Cádiz.

À son apogée, les revenus que l'Espagne tirait de la pêche aux perles étaient équivalents en valeur monétaire à ceux fournis par l'or du Pérou. À cette époque, Nueva Cádiz comptait non seulement une importante population d’Espagnols et d’indigènes – ces derniers étant contraints de travailler comme plongeurs pour collecter des perles – mais aussi des esclaves noirs amenés des « usines » africaines. Nueva Cádiz fut également la cible d'attaques de pirates tels que Diego Ingenios, et Jacques de Sores, qui assiégèrent la ville et capturèrent son gouverneur, Francisco Velázquez.
Mais diverses calamités naturelles telles que le possible tremblement de terre de 1541 (suivi d'un ouragan en 1543), la destruction des huîtres, la découverte d'huîtres à La Guajira et la mort progressive en raison des conditions inhumaines des indigènes exploités pour l'extraction des perles, a contribué à l'abandon total de la ville et de l'île par les Espagnols, même si certains documents indiquent que l'île a été peuplée pendant un certain temps plus longtemps.
Certaines histoires catastrophiques prétendent que la moitié de l'île a coulé à cause d'un tremblement de terre, suivi d'un tsunami, il est donc possible qu'une partie de cette ville soit submergée dans la mer des Caraïbes. De telles thèses n’ont pas été totalement écartées par les historiens, puisque les recherches sous-marines n’ont pas été concluantes sur le site.

## Etude détaillée de la disparition de Nueva Cadiz

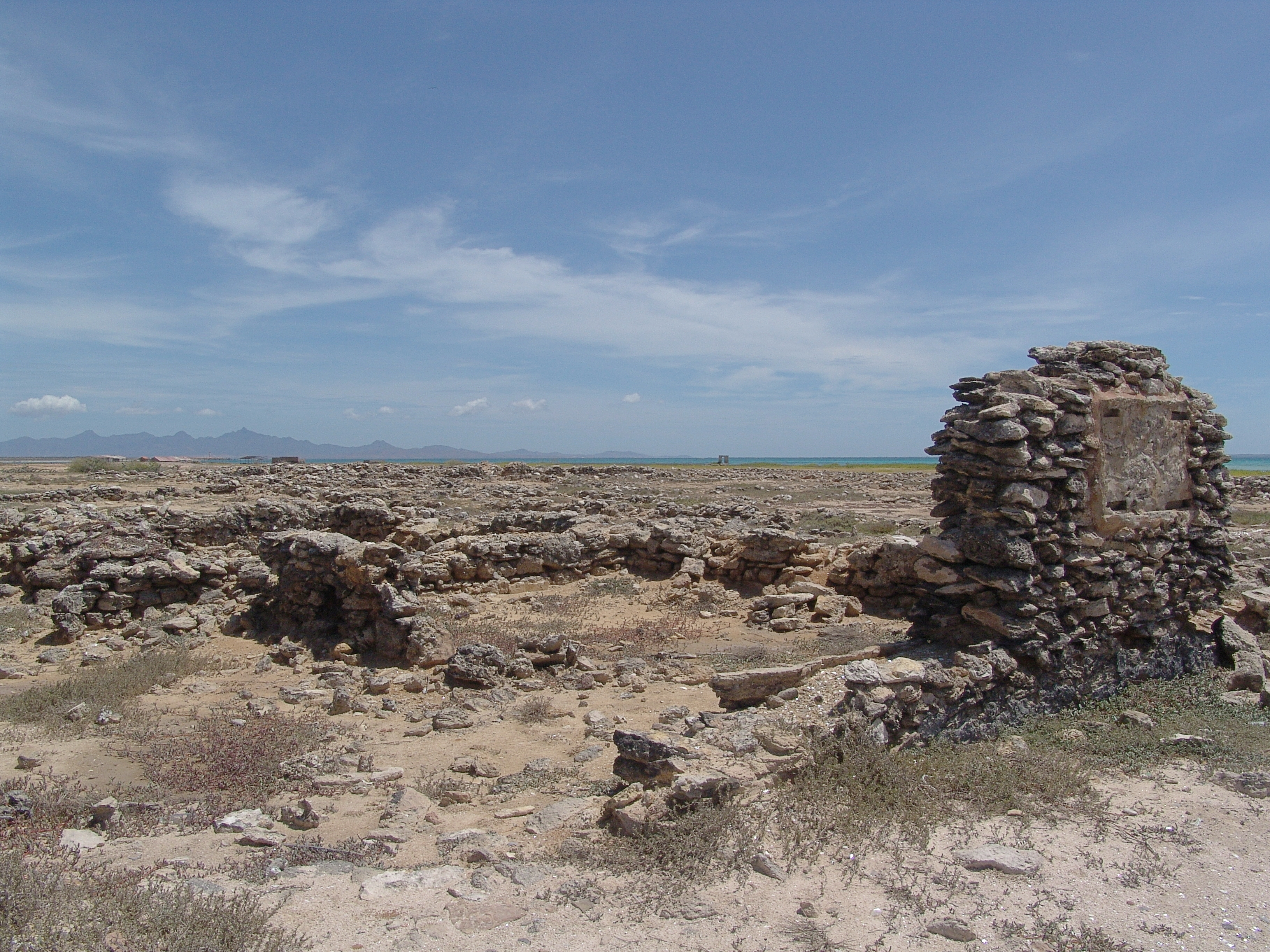
Ruines de Nueva Cádiz, sur la côte nord-est de l'île de Cubagua.

Au début, toutes les tentatives officielles pour parvenir à une colonisation durable de la ville fondée par le Génois Giacomo Castiglione échouèrent, car le problème de l'approvisionnement en eau était primordial et l'on conclut que l'implantation d'une ville à Cubagua ne pouvait pas porter ses fruits sans la construction préalable d'une forteresse à l'embouchure de l'actuelle rivière Cumaná, qui était celle qui approvisionnait en eau.
La version de Gonzalo Fernández de Oviedo, selon laquelle la création de "Nueva Cádiz" remonte à 1517, est considérée comme exacte. Sous la protection de la forteresse de Cumaná, finalement construite au début de 1523, le village situé sur l'île de Cubagua s'organise rapidement et l'exploitation des perles connaît un essor extraordinaire.
Il est peu probable qu'avant 1525 les habitants de ce village de Cubagua connaissaient l'existence d'une ville ou d'une cité. Dans aucun des registres de perles de 1521 à 1525, qui sont les premières sources locales connues, le nom de la ville de cette île n'est mentionné, et ils ne parlent que de Cubagua comme d'une île.
En 1526, la ville fut élevée au rang de Villa sous le nom de « Villa de Santiago de Cubagua », bien qu'elle n'ait apparemment jamais utilisé ce titre. Le 13 septembre 1528, cette ville reçut le rang de ville et des armoiries, les premières ordonnances furent publiées qui accordèrent à la ville l'autonomie politique et son nom fut changé en « Nueva Cádiz ». Grâce à ces ordonnances, la ville de Nueva Cádiz, aujourd'hui reconnue comme la première ville du Venezuela, ne dépendait pas d'Hispaniola et pouvait commercer directement avec la Castille en Espagne. Cela a contribué à ce que les habitants de Nueva Cádiz stimulent leur activité : ils ont donc entrepris de construire leur ville, en remplaçant les cabanes initiales par des maisons en pierre, avec des matériaux apportés d'Araya et en augmentant le nombre d'habitants.
Entre 1531 et 1532, les gisements de perles présentèrent les premiers signes d'épuisement. L'augmentation croissante de la population aux moyens de subsistance limités a créé des problèmes d'approvisionnement en nourriture, en eau et en bois de chauffage à Nueva Cádiz. Les fournitures arrivaient de Saint-Domingue, l'eau du fleuve Manzanares à Cumaná et le bois de chauffage était transporté depuis l'île de Margarita. Lorsque les perles se faisaient rares, les habitants cherchèrent de nouvelles pêcheries et, avec l'autorisation de la Cour Royale de Saint-Domingue (es) et du roi Charles Quint, ils s'installèrent à Cabo de la Vela.
La disparition de Nueva Cádiz fut un processus lent, principalement dû au manque d'eau, à la résistance des Indiens au travail épuisant de la pêche aux perles et aux conquêtes de terres lointaines. La visite des corsaires anglais et français représentait une menace sérieuse pour la survie de la ville. De même, des bateaux caribéens rôdaient aux abords de l’île. Mais la cause fondamentale du dépeuplement de la ville fut la disparition des huîtres.
La population n’a pas émigré d’un seul coup. Coïncidant avec l'essor de la pêche sur l'île de Cubagua, il y a tout d'abord une migration vers Cabo de la Vela, car celles de Cubagua n'étaient pas suffisantes. En 1537, l'île et la ville se dépeuplaient et en 1541 l'histoire indique qu'un ouragan se produisit qui les dévasta avec un terrible tremblement de terre en 1543 : ses habitants s'enfuirent à Margarita et fondèrent une nouvelle ville. En 1543, des pirates français arrivèrent sur les ruines de Nueva Cádiz, où se trouvaient encore une dizaine d'habitants, laissant la ville ravagée par les flammes et provoquant une fois de plus l'abandon de l'île.
Bien que la date exacte de son abandon total par les Espagnols dans cette première période ne soit pas connue, l'histoire indique qu'en 1545 un groupe d'habitants de Nueva Cádiz aspirait à incorporer Margarita sous sa juridiction, ce qui confirme l'existence d'une population sur l'île au moins pour cette date. La ville a disparu, mais l'île a continué à avoir quelques habitants jusqu'à l'époque de Simón Bolívar et des guerres d'indépendance vénézuéliennes. L'épuisement complet des parcs à huîtres perlières de Cubagua en 1857 a déterminé l'abandon définitif de cette île et désormais elle sera visitée par quelques pêcheurs qui n'improviseront que des rancherías.

## Documentaires
En 2004, le documentariste Miguel Yabrudes a entrepris des recherches approfondies pour réaliser le documentaire Nueva Cádiz de Cubagua. En 2015, le réalisateur vénézuélien Jorge Thielen Armand (es) a réalisé un documentaire sur l'île de Cubagua et les ruines de Nueva Cádiz. Ce film a été récompensé comme meilleur court métrage documentaire par le jury du Festival international du film Las Américas à Austin, Texas, États-Unis.